# Herz-Jesu-Kirche (Ahlhorn)
Die Herz-Jesu-Kirche in Ahlhorn, einem Ortsteil von Großenkneten im niedersächsischen Landkreis Oldenburg, ist eine römisch-katholische Filialkirche der Pfarrei St. Peter (Wildeshausen). Sie steht unter dem Patrozinium des Heiligsten Herzens Jesu und gehört zum Dekanat Vechta im Bistum Münster. Das Gotteshaus ist eine Saalkirche im Stil der Moderne und bietet 420 Gläubigen Platz.

## Geschichte
In Ahlhorn gab es schon im Mittelalter eine Kapelle, die aber nach der Reformation verfiel. Die Anzahl der Katholiken stieg erst im 20. Jahrhundert deutlich, weil 1915 in Ahlhorn ein Marineluftschiffhafen errichtet wurde. Gottesdienste fanden in der Kapelle im 1922 gegründeten Kindererholungsheim der Caritas statt. Weil in der NS-Zeit das Caritasheim geschlossen war, besuchten die Katholiken die Kapelle Endel in der Nachbargemeinde Visbek.
Nach dem Zweiten Weltkrieg kamen zahlreiche Flüchtlinge und Vertriebene nach Ahlhorn und die Kapelle des ehemaligen Caritasheims wurde wieder genutzt. Herz-Jesu-Priester waren von 1946 bis 1981 für die seelsorgliche Betreuung in Ahlhorn verantwortlich. Weil der Platz in der Kapelle nicht mehr ausreichte, konnte die erste Herz-Jesu-Kirche in Ahlhorn 1949 fertiggestellt werden.
1958 wurde der Fliegerhorst Ahlhorn an die neu gegründete Deutsche Luftwaffe übergeben, und viele katholische Soldaten zogen (mit ihren Familien) nach Ahlhorn. Weil das bisherige Gotteshaus zu klein geworden war, baute der Architekt Gerd Rohling (Cloppenburg) 1964/65 die jetzige größere Herz-Jesu-Kirche. Heinrich Tenhumberg, der spätere Bischof von Münster, weihte am 7. Juni 1965 das Gotteshaus, das auch für die Militärseelsorge genutzt wird. Das Kirchengebäude ist ein moderner Zentralbau aus Beton und Backstein mit Turm.
Nach der Abpfarrung von der Mutterkirche Wildeshausen im Jahr 1967 wurde der bisherige Seelsorgebezirk Ahlhorn eine eigenständige Pfarrei. Die drei weiteren Gebäude der Gemeinde sind der Kindergarten von 1966, das Pfarrheim von 1988 und das Pfarrhaus von 1989.
Durch Fusion entstand aus den Pfarreien Wildeshausen und Ahlhorn am 20. April 2008 die neue Kirchengemeinde St. Peter in Wildeshausen. Am 1. Januar 2024 schlossen sich die katholischen Gemeinden in Bakum, Goldenstedt, Langförden, Vechta, Visbek und Wildeshausen zusammen zum Katholischen Kirchenverband „Pastoraler Raum Vechta“ mit Sitz in Vechta.

## Glocken
Im Turm der Herz-Jesu-Kirche hängen die folgenden drei Bronzeglocken, die in Hemelingen gegossen wurden.
- Glocke 1: Schlagton: fis1; Ø 109 cm; Glockengießerei Otto; Gussjahr: 1964
- Glocke 2: Schlagton: a1; Ø 92 cm; Glockengießerei Otto; Gussjahr: 1964
- Glocke 3: Schlagton: h1; Ø 82 cm; Glockengießerei Otto; Gussjahr: 1964[4]

## Orgel
Alfred Führer (Wilhelmshaven) baute 1972 die aktuelle Orgel (II+P/13) für die Kirche in Ahlhorn. Dieselbe Firma reinigte 1984 das Instrument und versetzte den freistehenden Spieltisch auf die neue Empore sowie führte 1998 eine erneute Reinigung und Überholung durch.
Die Schleifladen-Orgel von 1972 hat 13 Register und besitzt ein Hauptwerk (C - g3), ein Brustwerk (C - g3) sowie ein Pedal (C - f1) und zwei freie Kombinationen. Die Traktur ist elektrisch.